# Южно Тушино (район на Москва)
Южно Тушино е административен район на Северозападен окръг в Москва.